# Oeuvre van Matthias Pintscher
Het Oeuvre van Matthias Pintscher groeit snel en beslaat allerlei genres:
- 1988: Strijkkwartet nr. 1 (niet uitgegeven)
- 1989: Cadenza voor soloklarinet (niet uitgegeven)
- 1989: Fantasmagoria voor klarinet en ensemble (niet uitgegeven)
- 1989: Symfonie nr. 1 (niet uitgegeven)
- 1989: Symfonie nr. 2 voor zangstem en orkest (niet uitgegeven)
- 1990: Strijkkwartet nr. 2
- 1990: Ofelia (niet uitgegeven)
- 1991: Monumento I (piano)
- 1991: Partita (cello)
- 1991: Omaggio di Giovanni Pasiello (viool)
- 1991: Invocazioni (harmonieorkest)
- 1991: Strijkkwartet nr. 3 (niet uitgegeven)
- 1992: La Metamorfosi di Narciso (cello en ensemble)
- 1992: Strijkkwartet nr. 4 “Ritratoo di Gesualdo”
- 1992: Tableau / Miroir (piano)
- 1992: Symfonie nr. 3 (fragment, niet uitgegeven)
- 1993: Départ (monumento III) (ensemble)
- 1993: Devant une neige (Monumento II) (orkest)
- 1993: Dunkles Feld – Berücking (orkest)
- 1993: Sieben Bagatellen mit Apotheose der Glasharmonica ((bas)klarinet)
- 1993-1994: Gesprungene Glocken (muziektheater en orkestsuite voor zangstem en orkest) - op Woyzeck-motieven van Georg Büchner - teksten: Jean Paul, Arthur Rimbaud en uit de Openbaring van Johannes - première: 25 april 1994, Berlijn, Parochialkirche
- 1994: Dernier espace avec introspecteur (accordeon en cello)
- 1994: Nacht. Mondschein (piano)
- 1996: Choc (Monumento IV) (groot ensemble)
- 1997: Vijf Orkeststukken (orkest)
- 1997: A twilight’s song (sopraan en ensemble)
- 1994-1998: Thomas Chatterton (opera in 2 bedrijven naar Hans Henny Jahnn) - libretto: Claus H. Henneberg en de componist - première: 25 mei 1998, Dresden, Sächsische Staatsoper
- 1998: Suite uit Thomas Chatterton (bariton en orkest)
- 1998: Monumeto V (zangstemmen, celli en ensemble)
- 1999: Sur départ
- 1999: In Nomine (altviool)
- 1999: Hérodiade-fragmenten (sopraan en orkest)
- 2000: Lieder und Schneebilder (kamermuziek)
- 2000: vers quelque part…-facons de partir (koor en slagwerk)
- 1998-2000: Figura I-V (aparte delen ook uitvoerbaar)
- 2000- 2001: Tenebrae (altvioolconcert)
- 2001: Janusgesicht (altviool en cello)
- 2001-2002: with lilies white (orkest voor Christoph von Dohnányi)
- 2002: En sourdine (vioolconcert)
- 2002-2003: L’espace dernier (opera in 4 taferelen) - libretto: van de componist naar het levensverhaal van Arthur Rimbaud - première: 23 februari 2004, Parijs, Opéra Bastille
- 2004: On a clear day (solopiano)
- 2004: Study I for Treatise on the veil (viool en cello)
- 2004-2005: Bespiegelingen over Narcissus (celloconcert)
- 2005: Verzeichnete Spur (kamermuziek)
- 2005: Towards Osiris (orkest voor Simon Rattle)
- 2005: Study II for Treatise on the veil (kamermuziek)
- 2005-2006: Transir (fluitconcert)
- 2006: The Garden (kamermuziek)
- 2006: Svelto (kamermuziek)
- 2007: Study III for Treatise on the veil (soloviool)
- 2007: Osiris (orkest voor Pierre Boulez)
- 2007: Nemeton (solopercussie)
- 2008: Shining forth (solotrompet)

## Bron
- Oeuvre uitgever